# Santa Inés Yatzeche
Santa Inés Yatzeche är en kommun i Mexiko.   Den ligger i delstaten Oaxaca, i den sydöstra delen av landet, 400 km sydost om huvudstaden Mexico City. Antalet invånare är 975. Arean är 11,5 kvadratkilometer.
Terrängen i Santa Inés Yatzeche är mycket platt.